# Microporus internuntius
Microporus internuntius är en svampart som först beskrevs av Corner, och fick sitt nu gällande namn av T. Hatt. 2005. Microporus internuntius ingår i släktet Microporus och familjen Polyporaceae.   Inga underarter finns listade i Catalogue of Life.